# パリメトロ9号線
9号線（9ごうせん、フランス語: Ligne 9）は、パリ交通公団（RATP）の運営するフランスの首都パリを含むイル＝ド＝フランス地域圏のメトロ（地下鉄）路線の一つ。パリ近郊南西部ブローニュ＝ビヤンクールのポン・ド・セーヴル駅と、パリ近郊東部モントルイユのメリー・ド・モントルイユ駅までを東西に結ぶ。1922年に開業。

## 概要
2004年の利用者数は1億1620万人で、パリメトロの路線の中では1号線、4号線、7号線に次いで4番目に多く、パリ市内を東西に結ぶ主要路線の一つとなっている。

9号線の路線図

## 運行形態
全列車各駅停車で、基本的に途中駅での折り返しはないが、始発、終電の時間帯などには途中駅（ポルト・ド・サン＝クル駅、レピュブリック駅、ポルト・ド・モントルイユ駅）発着の列車も存在する。全線の所要時間は約50分で、最短2分、最長10分間隔で運行されている。およそ朝の5時30分から深夜1時15分まで運行されているが、金曜日、土曜日、祝祭日の前日には最終列車が約1時間遅くなる。

## 車両
- MF 67系 （1974年 - ）
- MF 2000系 （2007年 - ）

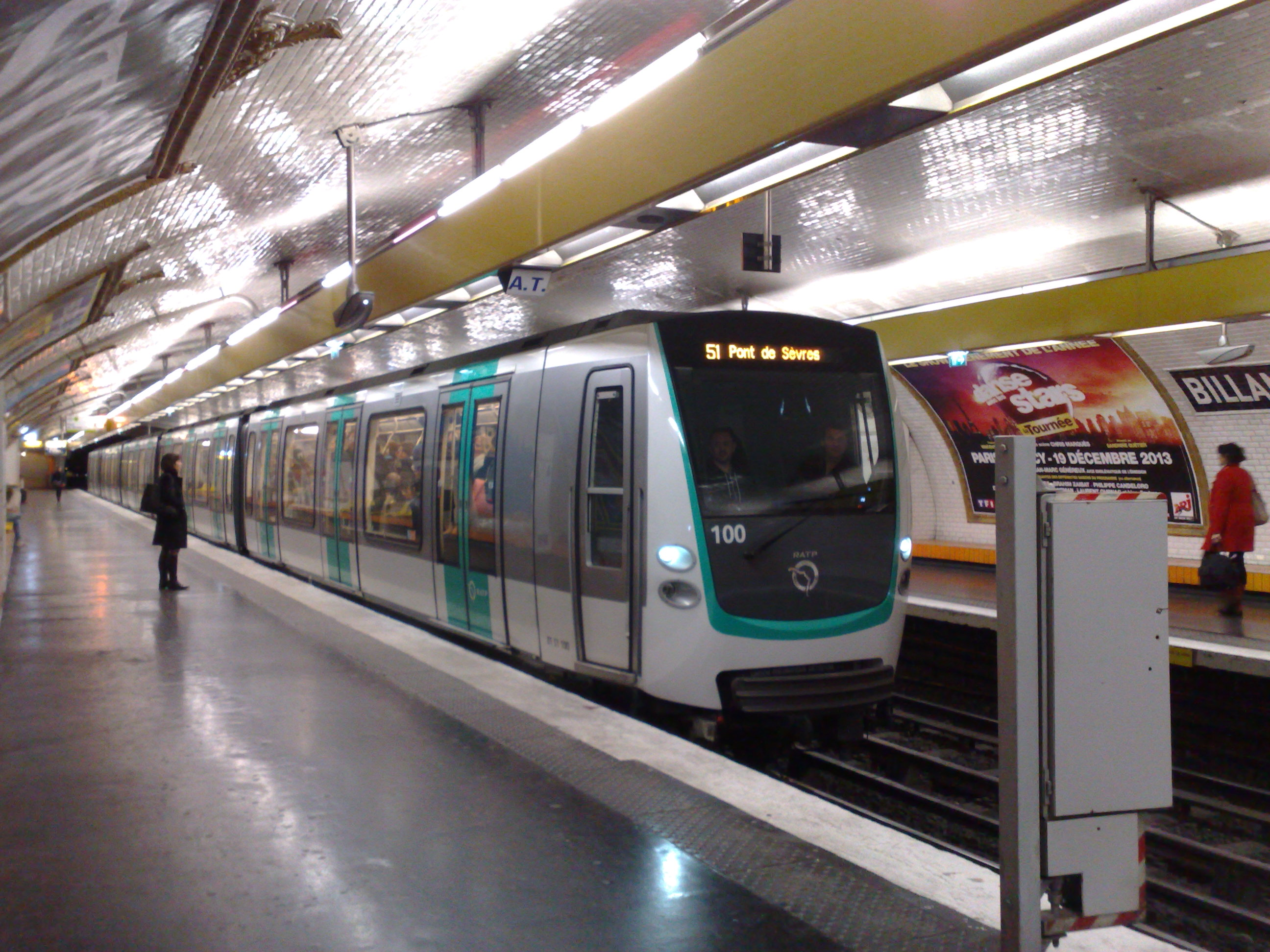
MF 01系

列車は全て5両編成で運行されている。なお、将来的にMF 67系は全てMF 2000系に置き換えられる予定である。
また、車両の整備等は、西側の終着駅であるポン・ド・セーヴル駅と引き込み線で接続されたブローニュ車両基地（Ateliers de Boulogne）で行われる。

## 歴史
- 1922年11月8日、エグゼルマン駅 - トロカデロ駅間開業。
- 1923年5月27日、トロカデロ駅 - サン＝トギュスタン駅間延伸。
- 1923年6月3日、サン＝トギュスタン駅 - ショセ・ダンタン駅（現在のショセ・ダンタン＝ラ・ファイエット駅）間延伸。
- 1923年9月29日、エグゼルマン駅 - ポルト・ド・サン＝クルー駅間延伸。
- 1928年6月30日、ショセ・ダンタン駅 - リシュリュー＝ドルーオ駅間延伸。
- 1933年12月10日、リシュリュー＝ドゥルオ駅 - ポルト・ド・モントルイユ駅間延伸。
- 1934年2月3日、ポルト・ド・サン＝クルー駅 - ポン・ド・セーヴル駅間延伸（パリメトロ初のパリ市外への延伸）。
- 1937年10月14日、ポルト・ド・モントルイユ駅 - メリー・ド・モントルイユ駅間延伸。

### 駅名の変遷
- 1942年10月6日、ロン＝ポワン・デ・シャンゼリゼ駅（Rond-Point des Champs-Élysées）が1号線のマルブフ駅（Marbeuf）と統合され、マルブフ＝ロン＝ポワン・デ・シャンゼリゼ駅（Marbeuf - Rond-Point des Champs-Élysées）となる。
- 1946年10月30日、マルブフ＝ロン＝ポワン・デ・シャンゼリゼ駅がフランクラン・D・ルーズヴェルト駅（Franklin D. Roosevelt）と改称される。
- 1989年、ショセ・ダンタン駅（Chaussée d'Antin）がショセ・ダンタン＝ラ・ファイエット駅（Chaussée d'Antin - La Fayette）と改称される。
- 1998年9月1日、リュ・モンマルトル駅（Rue Montmartre）がグラン・ブルヴァール駅（Grands Boulevards）、リュ・デ・ブレ＝リュ・ド・モントルイユ駅（Rue des Boulets - Rue de Montreuil）がリュ・デ・ブレ駅（Rue des Boulets）とそれぞれ改称される。

## 駅一覧
| 駅名                                 | 駅名                                      | 接続路線                                                                         | 所在地                   | 所在地                   |
| ------------------------------------ | ----------------------------------------- | -------------------------------------------------------------------------------- | ------------------------ | ------------------------ |
| ポン・ド・セーヴル駅                 | Pont de Sèvres                            | トラム： 2号線（セーブル美術館停留所）                                           | ブローニュ＝ビヤンクール | ブローニュ＝ビヤンクール |
| ビヤンクール駅                       | Billancourt                               |                                                                                  | ブローニュ＝ビヤンクール | ブローニュ＝ビヤンクール |
| マルセル・サンバ駅                   | Marcel Sembat                             |                                                                                  | ブローニュ＝ビヤンクール | ブローニュ＝ビヤンクール |
| ポルト・ド・サン＝クル駅             | Porte de Saint-Cloud （Parc des Princes） |                                                                                  | パリ                     | 16区                     |
| エグゼルマン駅                       | Exelmans                                  |                                                                                  | パリ                     | 16区                     |
| ミケランジュ＝モリトール駅           | Michel-Ange - Molitor                     | メトロ： 10号線（東行：オステルリッツ駅方面）                                    | パリ                     | 16区                     |
| ミケランジュ＝オトゥイユ駅           | Michel-Ange - Auteuil                     | メトロ： 10号線（西行：ブローニュ方面）                                          | パリ                     | 16区                     |
| ジャスマン駅                         | Jasmin                                    |                                                                                  | パリ                     | 16区                     |
| ラヌラグ駅                           | Ranelagh                                  |                                                                                  | パリ                     | 16区                     |
| ラ・ミュエット駅                     | La Muette                                 | RER： C線（ブーランヴィリエ駅）                                                  | パリ                     | 16区                     |
| リュ・ド・ラ・ポンプ駅               | Rue de la Pompe （Avenue Georges Mandel） |                                                                                  | パリ                     | 16区                     |
| トロカデロ駅                         | Trocadéro                                 | メトロ： 6号線                                                                   | パリ                     | 16区                     |
| イエナ駅                             | Iéna                                      |                                                                                  | パリ                     | 16区                     |
| アルマ＝マルソー駅                   | Alma - Marceau                            | RER： C線（ポン・デュ・ラルマ駅）                                                | パリ                     | 8区、16区                |
| フランクラン・D・ローズヴェルト駅    | Franklin D. Roosevelt                     | メトロ： 1号線                                                                   | パリ                     | 8区                      |
| サン＝フィリップ＝デュ＝ルール駅     | Saint-Philippe-du-Roule                   |                                                                                  | パリ                     | 8区                      |
| ミロメニル駅                         | Miromesnil                                | メトロ： 13号線                                                                  | パリ                     | 8区                      |
| サン＝トギュスタン駅                 | Saint-Augustin                            | メトロ： 14号線（サン＝ラザール駅）                                              | パリ                     | 8区                      |
| アーヴル＝コマルタン駅               | Havre - Caumartin                         | メトロ： 3号線 RER： A線（オーベール駅） RER： E線（オスマン＝サン＝ラザール駅） | パリ                     | 9区                      |
| ショセ・ダンタン＝ラ・ファイエット駅 | Chaussée d'Antin - La Fayette             | メトロ： 7号線                                                                   | パリ                     | 9区                      |
| リシュリュー＝ドゥルオ駅             | Richelieu - Drouot                        | メトロ： 8号線                                                                   | パリ                     | 2区、9区                 |
| グラン・ブルヴァール駅               | Grands Boulevards                         | メトロ： 8号線                                                                   | パリ                     | 2区、9区                 |
| ボンヌ・ヌヴェル駅                   | Bonne Nouvelle                            | メトロ： 8号線                                                                   | パリ                     | 2区、9区、10区           |
| ストラスブール＝サン＝ドニ駅         | Strasbourg - Saint-Denis                  | メトロ： 4号線・ 8号線                                                           | パリ                     | 2区、3区、10区           |
| レピュブリック駅                     | République                                | メトロ： 3号線・ 5号線・ 8号線・ 11号線                                          | パリ                     | 3区、10区、11区          |
| オベルカンフ駅                       | Oberkampf                                 | メトロ： 5号線                                                                   | パリ                     | 11区                     |
| サンタンブロワーズ駅                 | Saint-Ambroise                            |                                                                                  | パリ                     | 11区                     |
| ヴォルテール駅                       | Voltaire （Léon Blum）                    |                                                                                  | パリ                     | 11区                     |
| シャロンヌ駅                         | Charonne                                  |                                                                                  | パリ                     | 11区                     |
| リュ・デ・ブレ駅                     | Rue des Boulets                           |                                                                                  | パリ                     | 11区                     |
| ナシオン駅                           | Nation （Place des Antilles）             | メトロ： 1号線・ 2号線・ 6号線 RER： A線                                         | パリ                     | 11区、12区               |
| ビュザンヴァル駅                     | Buzenval                                  |                                                                                  | パリ                     | 20区                     |
| マレシェ駅                           | Maraîchers                                |                                                                                  | パリ                     | 20区                     |
| ポルト・ド・モントルイユ駅           | Porte de Montreuil                        | トラム： 3b線                                                                    | パリ                     | 20区                     |
| ロベスピエール駅                     | Robespierre                               |                                                                                  | モントルイユ             | モントルイユ             |
| クロワ・ド・シャヴォー駅             | Croix de Chavaux （Place Jacques Duclos） |                                                                                  | モントルイユ             | モントルイユ             |
| メリー・ド・モントルイユ駅           | Mairie de Montreuil                       |                                                                                  | モントルイユ             | モントルイユ             |

- 全線各駅停車、快速運転はない。
- 全線を通して地下区間。